# Shibkovite
La shibkovite (simbolo IMA: Sko) è un minerale della famiglia dei ciclosilicati molto raro appartenente al gruppo della milarite con la composizione chimica idealizzata K2Ca2(Zn3Si12)O30 e quindi chimicamente un silicato di potassio-calcio-zinco.

## Etimologia e storia
La shibkovite è stata scoperta nelle morene del ghiacciaio Dara-i-Pioz nei monti Alaj in Tagikistan e descritta nel 1998 come un nuovo minerale del gruppo della milarite. Il minerale è stato chiamato così in onore dei geologi russi Viktor Sergeyevich Shibkov (1926-1992) e Nikolai Viktorovich Shibkov (1951-1991), padre e figlio, attivi nelle zone orientali della Russia asiatica.

## Classificazione
Poiché la shibkovite è stata riconosciuta come minerale indipendente solo nel 1997, non è ancora elencata nell'ottava edizione della sistematica dei minerali di Strunz, che è obsoleta dal 1977.
Nella Sistematica dei lapis (Lapis-Systematik) secondo Stefan Weiß, che è stata rivista e aggiornata l'ultima volta nel 2018 ed è strutturata secondo questa vecchia edizione di Strunz, al minerale è stato assegnato il sistema e al minerale nº VIII/E.22-137. In questa Sistematica ciò corrisponde alla classe dei "silicati e germanati" e quindi alla sottoclasse dei "ciclosilicati", dove la shibkovite insieme ad agakhanovite-(Y), almarudite, armenite, berezanskite, brannockite, chayesite, darapiosite, dusmatovite, eifelite, emeleusite, faizievite, friedrichbeckeite, klöchite, lipuite, merrihueite, milarite, oftedalite, osumilite, osumilite-(Mg), poudretteite, roedderite, sogdianite, sugilite, trattnerite, yagiite e yakovenchukite-(Y) forma il gruppo "Sei anelli doppi [Si12O30]12– - gruppo della milarite-osumilite" con il sistema nº VIII/E.22.
La nona edizione della sistematica dei minerali di Strunz, che è stata aggiornata l'ultima volta dall'Associazione Mineralogica Internazionale (IMA) nel 2024, classifica la shibkovite nella classe "9.C Ciclosilicati"; questa è ulteriormente suddivisa in base alla struttura degli anelli, in modo che il minerale possa essere trovato nella sottoclasse "9.CM [Si6O18]12- anelli doppi con 6 membri (sei doppi anelli)" in base alla sua struttura. Insieme ad almarudite, armenite, berezanskite, brannockite, chayesite, darapiosite, dusmatovite, eifelite, friedrichbeckeite, klöchite, merrihueite, milarite, oftedalite, osumilite, osumilite-(Mg), poudretteite, roedderite, shibkovite, sogdianite, sugilite, trattnerite e yagiite forma il "gruppo della milarite" con il sistema nº 9.CM.05.
Anche la sistematica dei minerali secondo Dana, che viene utilizzata principalmente nel mondo anglosassone, classifica la shibkovite nella classe dei "silicati e germanati" e da lì nella già più finemente suddivisa sottoclasse dei "ciclosilicati: anelli condensati". Qui è nel "gruppo della milarite-osumilite" con il sistema nº 63.02.01a all'interno della sottosezione "Ciclosilicati: anelli condensati a 6 membri".

## Chimica
La shibkovite è l'analogo del potassio-calcio della klöchite o della dusmatovite o l'analogo potassio-zinco della milarite; la composizione misurata dalla località tipo è:
- {\displaystyle \mathrm {^{[12]}K^{[9]}(K_{1,20}\Box _{0,80})^{[6]}(Ca_{1,26}Mn_{0,40}Na_{0,39}Fe_{0,01})^{[4]}Zn_{3,01}^{[4]}(Si_{12,01}Al_{0,01})O_{30}} }

dove tra parentesi quadre è riportato il numero di coordinazione della rispettiva posizione nella struttura cristallina.
Lo studio della shibkovite prodotta sinteticamente con la composizione
- {\displaystyle \mathrm {K(K_{1,67}0,33H_{2}O)(Ca_{1,3}Na_{0,7})Zn_{3}Si_{12}O_{30}} }

ha mostrato che le condizioni di cristallizzazione come la pressione, la temperatura e il contenuto d'acqua della fase fluida determinano se e quanta acqua cristallina è incorporata nei minerali con una struttura milarite.

## Abito cristallino
La shibkovite cristallizza nel sistema esagonale nel gruppo spaziale P6/mcc (gruppo nº 192) con i parametri del reticolo a = 9,970 Å e c = 14,130 Å oltre a due unità di formula per cella unitaria.
La shibkovite è isotipica della milarite, il che significa che cristallizza con la stessa struttura della milarite. La posizione C coordinata 12 volte è completamente occupata dal potassio (K+). La posizione B coordinata di 9 volte è occupata anche dal potassio (K+) più della metà. Il calcio (Ca2+), il manganese (Mn2+), il sodio (Na+) e il ferro (Fe2+) riempiono la posizione A coordinata 6 volte. Insieme all'eifelite, che appartiene anch'essa alle milariti, è uno dei pochi minerali che incorpora quantità significative di sodio in posizioni coordinate ottaedriche. La posizione T2 coordinata tetraedrica contiene solo zinco (Zn2+). La posizione T1, che costruisce i 6 doppi anelli, contiene solo silicio (Si4+).

## Origine e giacitura
La shibkovite si forma in pegmatiti ricche di alcali e scarse d'acqua a bassa pressione (<2 kbar) e temperature medie intorno a 450-500 °C.
L'unica presenza documentata della shibkovite è la sua località tipo, il ghiacciaio Dara-i-Pioz nei monti Alaj in Tagikistan, dove si trova nelle rocce pegmatitiche nelle morene. La shibkovite è qui associata insieme a quarzo, microclino feldspatico e albite, egirina, polylithionite, reedmergnerite, sogdianite, pirocloro e pectolite, turkestanite e sfalerite.
Questa località molto ricca di minerali è la località tipo di 43 minerali, 5 dei quali provengono dal solo gruppo della milarite: berezanskite, darapiosite, dusmatovite, shibkovite e sogdianite. Inoltre, qui sono stati rilevati i minerali del gruppo della milarite, osumilite e sugilite.

## Forma in cui si presenta in natura
La shibkovite sviluppa granuli isometrici incolori di dimensioni inferiori a un millimetro. Esternamente, può essere facilmente confuso con il quarzo, con il quale a volte è strettamente fuso.